# Maria Spezia-Aldighieri
Maria Spezia-Aldighieri (1828 - 1907) fue una soprano operística italiana que tuvo una activa carrera internacional desde 1849 hasta los años 1870. Destacó en el repertorio de soprano de coloratura y fue particularmente admirada por sus retratos en las óperas de Giuseppe Verdi. Se atribuye a sus interpretaciones de Violetta en La traviata de Verdi en el Teatro San Benedetto en Venecia en 1854 la popularidad de la ópera después de que hubiera inicialmente fracasado en su estreno en 1853. Estaba casada con el barítono Gottardo Aldighieri y es la bisabuela del cantante George Aaron.

## Vida y carrera
Maria Spezia nació en Villafranca di Verona. Estudió canto con Domenico Foroni en Verona. Debutó en el Teatro Filarmonico en 1849 en el rol titular de Beatrice di Tenda de Vincenzo Bellini. Regresó allí pronto después en el rol titular de Maria Padilla de Gaetano Donizetti y Attila de Verdi. En 1852-1853 fue contratada por el Teatro Mariinski de San Petersburgo, Rusia. Luego pasó las siguientes dos décadas en destacados teatros de ópera de Italia, incluyendo el Teatro San Carlos, el Teatro Regio di Turino, el Teatro Costanzi, el Teatro Apollo, el Teatro alla Canobbiana y La Fenice. También participó en representaciones en el Teatro Real de Madrid. 
En 1854 Spezia-Aldighieri fue invitada por Verdi para representar el papel de Violetta en La traviata en el Teatro San Benedetto de Venecia. La obra previamente había sido montada sólo una vez, en La Fenice en marzo de 1853, y había sido un completo fracaso en su estreno. Esta segunda producción fue un triunfo total tanto para la ópera como para Spezia Aldighieri, a quien Verdi y los críticos atribuyeron que la obra fuera un éxito. Más tarde repitió el papel de Violetta en el Théâtre-Italien en París y en muchos otros teatros italianos, incluyendo La Scala. En sus notas para su ópera inacabada Re Lear, Verdi consideró a Spezia Aldighieri como una intérprete ideal para el papel de Cordelia. 
En 1855-1856 Spezia-Aldighieri representó en el Teatro Nacional de São Carlos donde fue incluida en el reparto como "Marietta Spezia". Entre los papeles que cantó allí estuvieron Abigaille, Bice en Marco Visconti de Errico Petrella, Elvira en Ernani, Leila en L'ebreo de Giuseppe Apolloni, Leonora en Il trovatore, Rosina en El barbero de Sevilla, Violetta, y el rol titular en Maria di Rohan. En 1857 ella interpretó el papel de Inez en La favorita de Donizetti en Her Majesty's Theatre en Londres frente a Antonio Giuglini. Ese mismo año ella debutó en La Scala como Valentine en Les Huguenots de Giacomo Meyerbeer. Regresó a ese teatro en 1858 para desempeñar el papel de Mathilde en el estreno mundial de Pergolese de Stefano Ronchetti-Monteviti. 
En 1861 Spezia-Aldighieri representó Abigaille frente a su esposo en Nabucco de Verdi tanto en La Scala como en el Teatro San Carlos de Nápoles. En 1862 cantó Amelia frente al Renato de su esposo en el estreno napolitano de Un ballo in maschera de Verdi. Ese mismo año intervino en los estrenos de Don Carlo de Vincenzo Moscuzza (Elisabetta di Valois) y Caterina Blum de Enrico Bevignani  en el Teatro de San Carlos. Una de sus últimas interpretaciones fue en el Teatro Comunale di Bologna en 1872 en el rol titular de Norma de Bellini. Algunos de los otros papeles verdianos que cantó en escena fueron Amalia en I masnadieri, Desdémona en Otello, Gilda en Rigoletto, Giselda y Viclinda en I Lombardi alla prima crociata, Lady Macbeth en Macbeth, Lucrezia en I due Foscari y el rol titular de Luisa Miller. También fue Maria en Mazeppa de Carlo Pedrotti, y los roles titulares de Anna Bolena y Gemma di Vergy de Donizetti, Giuditta de Achille Peri, y Marion de Lorme de Pedrotti. 
Murió en Colognola ai Colli en 1907.